# Nikola Čavlina
Nikola Čavlina, né le 2 juin 2002 à Zagreb en Croatie, est un footballeur croate qui évolue au poste de gardien de but au Dinamo Zagreb.

## Biographie

### En club
Né à Zagreb en Croatie, Nikola Čavlina est formé par l'un des clubs de sa ville natale, le Lokomotiva Zagreb, avant de poursuivre sa formation dans un autre club de la capitale, le Dinamo Zagreb, qu'il rejoint en 2015. Le 18 septembre 2020 il signe son premier contrat professionnel avec le Dinamo.
Alors qu'il était dans un premier temps prévu qu'il soit prêté, Nikola Čavlina fait son retour au Lokomotiva Zagreb le 26 juillet 2022 dans un transfert définitif. Il signe un contrat de cinq ans, et rejoint le club sans indemnité de transfert, le Dinamo ayant un accord pour qu'il puisse être racheté par le club dans les deux ans à bas prix et possède un intérêt sur un futur transfert du joueur vers un autre club.
Il joue son premier match en première division, le 13 août 2022 contre le HNK Gorica. Il est titularisé et son équipe s'incline par trois buts à deux. Il s'impose alors comme un titulaire dans les buts du Lokomotiva, devenant l'un des meilleurs gardiens de la ligue. Perçu comme le potentiel successeur de Dominik Livaković en équipe nationale à l'avenir, Čavlina est l'auteur de plusieurs prestations convaincantes. Le 1er mai 2023, lors de la phase retour de la saison 2022-2023 face au HNK Gorica (2-2 score final), il se fait remarquer en réalisant douze arrêts ce qui lui vaut d'être élu homme du match.
Le 29 juin 2024, le Dinamo Zagreb fait valoir son droit de rachat sur le joueur. Nikola Čavlina fait ainsi son retour au Dinamo en signant un nouveau contrat. Il est toutefois directement prêté au NK Osijek.

### En sélection
Il compte une sélection avec les moins de 20 ans, obtenue le 4 juin 2021 face au Qatar. Son équipe s'impose par un but à zéro ce jour-là.
Nikola Čavlina joue son premier match avec l'équipe de Croatie espoirs le 21 novembre 2022 face à l'Autriche. Il est titularisé et les deux équipes se neutralisent (1-1 score final).

## Vie privée
Nikola Čavlina est le fils de Silvije Čavlina (en), ancien footballeur croate évoluant lui aussi au poste de gardien de but.